# Lloydminster (circonscription saskatchewanaise)
Pour les articles homonymes, voir Lloydminster (homonymie).
Circonscription électorale provinciale du Canada
Lloydminster est une circonscription électorale provinciale de la Saskatchewan au Canada. Elle est représentée à l'Assemblée législative de la Saskatchewan depuis 1995.
Une circonscription nommée Lloydminster a été représentée à l'Assemblée législative de 1908 à 1934.

## Géographie
Située dans le centre-ouest de la province, la circonscription comprend en 2024 : 
- Les communautés de Lloydminster, Pierceland (en), Paradise Hill (en), Little Fishing Lake (en), Red Cross, Frenchman Butte (en), Butte-St-Pierre, Tangleflags, Greenstreet, Rex, Hillmond et Milleton.
- Les municipalités rurales de Eldon No 471 (en), Wilton No 472 (en) (partie), Britannia No 502 (en), Frenchman Butte No 501 (partie), Loon Lake No 561 (en) et Beaver River No 622 (en) (partie).
- Les communautés Premières Nations de Ministikwan Lake (en), Onion Lake (en), Seekaskootch 119 (en), Makaoo 120 (en) et Island Lake 397.
- Les parcs provinciaux de Meadow Lake (en) et Fort Pitt, ainsi que le site récréatif Bronson Forest (en).

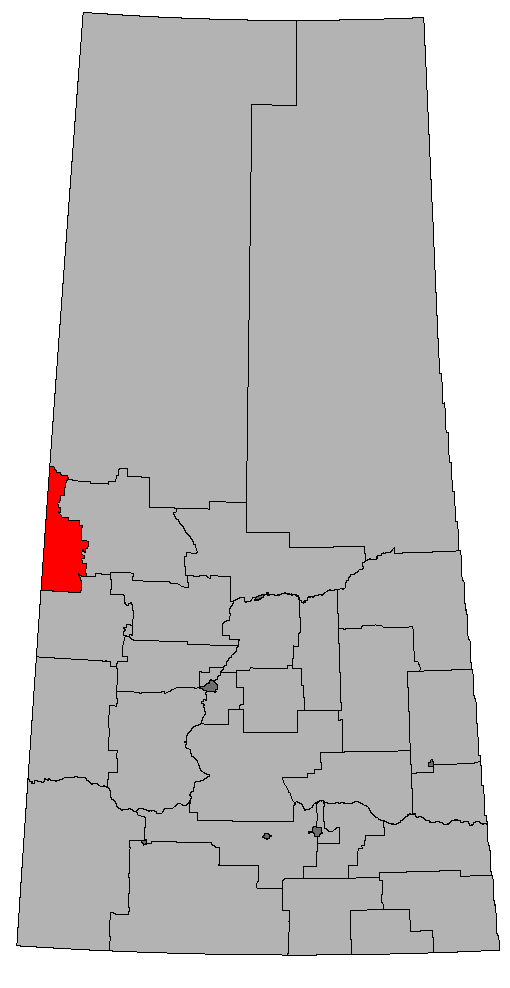
Frontière de la circonscription en 2016.
Frontière de la circonscription en 2022.

## Liste des députés
| Parlement                                                                            | Années                                                                               | Député                                                                               | Député                                                                               | Parti                                                                                |
| Lloydminster                                                                         | Lloydminster                                                                         | Lloydminster                                                                         | Lloydminster                                                                         | Lloydminster                                                                         |
| Circonscription issue de Cut Knife-Lloydminster, Meadow Lake, Turtleford et Redberry | Circonscription issue de Cut Knife-Lloydminster, Meadow Lake, Turtleford et Redberry | Circonscription issue de Cut Knife-Lloydminster, Meadow Lake, Turtleford et Redberry | Circonscription issue de Cut Knife-Lloydminster, Meadow Lake, Turtleford et Redberry | Circonscription issue de Cut Knife-Lloydminster, Meadow Lake, Turtleford et Redberry |
| ------------------------------------------------------------------------------------ | ------------------------------------------------------------------------------------ | ------------------------------------------------------------------------------------ | ------------------------------------------------------------------------------------ | ------------------------------------------------------------------------------------ |
| 23e                                                                                  | 1995–1999                                                                            |                                                                                      | Violet Stanger                                                                       | Néo-démocrate                                                                        |
| 24e                                                                                  | 1999–2003                                                                            |                                                                                      | Milton Wakefield                                                                     | Saskatchewanais                                                                      |
| 25e                                                                                  | 2003–2007                                                                            |                                                                                      | Milton Wakefield                                                                     | Saskatchewanais                                                                      |
| 26e                                                                                  | 2007–2011                                                                            |                                                                                      | Tim McMillan                                                                         | Saskatchewanais                                                                      |
| 27e                                                                                  | 2011–2014                                                                            |                                                                                      | Tim McMillan                                                                         | Saskatchewanais                                                                      |
| 27e                                                                                  | 2014-2016                                                                            |                                                                                      | Colleen Young                                                                        | Saskatchewanais                                                                      |
| 28e                                                                                  | 2016–2020                                                                            |                                                                                      | Colleen Young                                                                        | Saskatchewanais                                                                      |
| 29e                                                                                  | 2020–2024                                                                            |                                                                                      | Colleen Young                                                                        | Saskatchewanais                                                                      |
| 30e                                                                                  | 2024–en cours                                                                        |                                                                                      | Colleen Young                                                                        | Saskatchewanais                                                                      |